# Didier Robert de Vaugondy

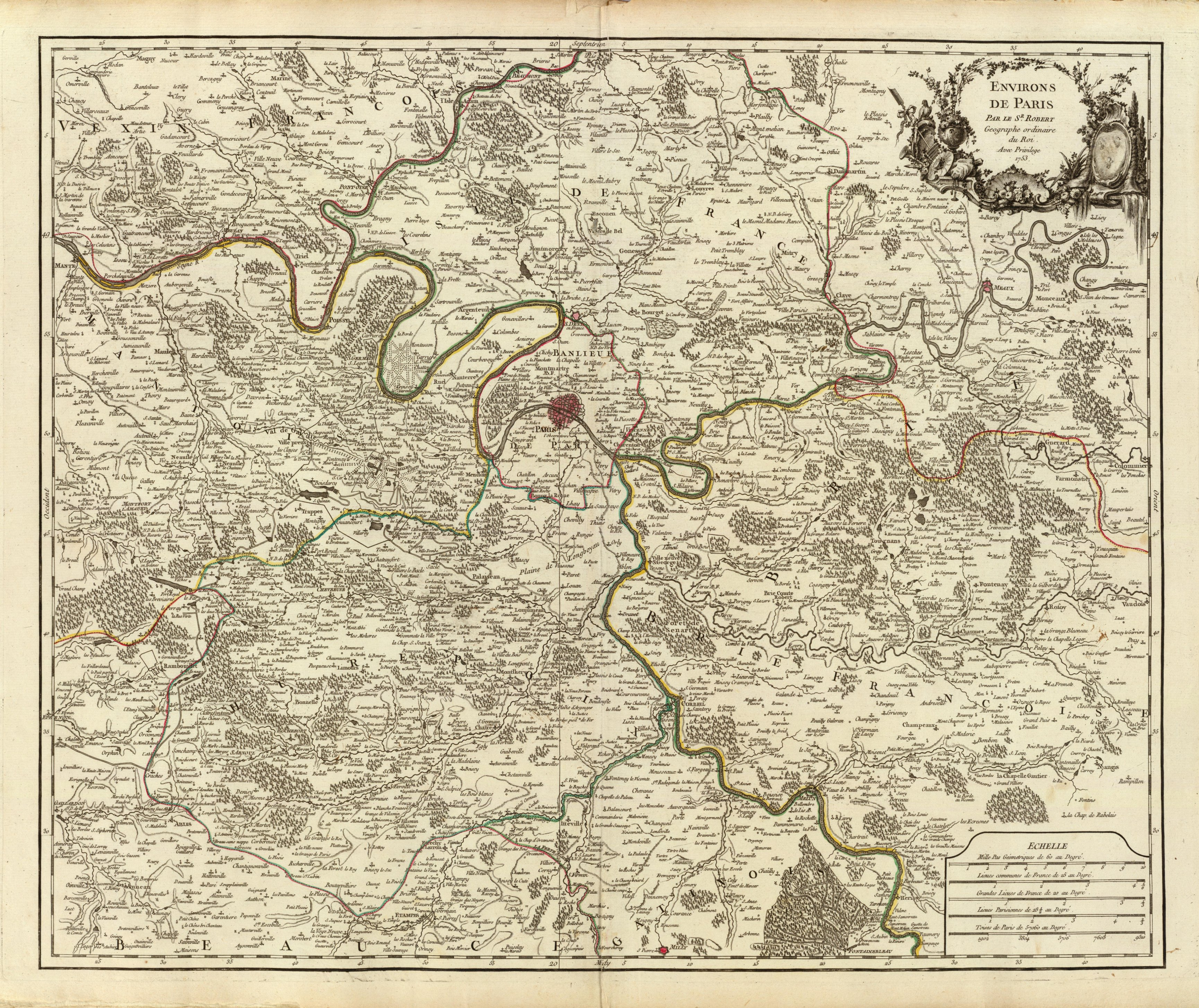
Kaart van Parijs en omgeving uit de Atlas universel van 1757

Didier Robert de Vaugondy (1723 - 1786) was een Frans geograaf en cartograaf. Hij was hofgeograaf van Lodewijk XV en van de hertog van Lotharingen.
De Vaugondy werd in 1723 geboren en leerde de cartografie van zijn vader, Gilles Robert de Vaugondy. Samen maakten ze landkaarten, globes en een atlas, die ze wisselend ondertekenden, zodat niet altijd uitgemaakt kan worden wie wat produceerde. In 1747 publiceerden ze de Géographie sacrée et histoire de l’Ancien et du Nouveau-Testament en in 1752 maakten ze in opdracht van Lodewijk XV een aard- en een hemelglobe. Voor de Atlas universel van 1757 werd nieuw, nauwkeurig materiaal betrokken van landmeters en van de Franse marine. Voor het toonbeeld van de Verlichting, de Encyclopédie, schreef De Vaugondy drie artikelen, waaronder dat over de globe.
In 1760 werd De Vaugondy, in navolging van zijn vader, benoemd tot koninklijk geograaf. Hij schreef nog verschillende werken over de geografie, vervaardigde landkaarten en globes en leverde kaarten voor boeken van anderen. Vanaf 1772 diende De Vaugondy het koninkrijk als censor. Bij het beoordelen van het werk van Joseph-André Brun de la Combes, die zich onder meer beijverde voor het afschaffen van de doodstraf, raakte De Vaugondy als censor in diskrediet. Als cartograaf werd hij, samen met zijn vader, als toonaangevend beschouwd in een groot deel van de achttiende eeuw.
- Bibsys: 1014850
- Biblioteca Nacional de España: XX1186541
- Bibliothèque nationale de France: cb12380757h (data)
- CiNii: DA16829121
- Stuttgart Database of Scientific Illustrators 1450–1950: 11635
- Gemeinsame Normdatei: 119230151
- International Standard Name Identifier: 0000 0000 7972 671X
- Library of Congress Control Number: n94019255
- Nationale Bibliotheek van Tsjechië: mzk2009511016
- Nationale bibliotheek van Australië: 44097779
- Nationale Bibliotheek van Israël: 987007267275205171
- Nationale Bibliotheek van Polen: a0000001912840
- Nederlandse Thesaurus van Auteursnamen: 069796149
- Réseau des bibliothèques de Suisse occidentale: 02-A003750648
- Istituto Centrale per il Catalogo Unico: TO0V290193
- Système universitaire de documentation: 032859562
- Trove: 1460081
- Union List of Artist Names: 500121778
- Virtual International Authority File: 29614751
- WorldCat: E39PBJj8QyYh7wJpvvXQHxjHmd